# Црвена краљица (руска серија)
Црвена краљица — руско-украјинска мелодрама из 2015. године. Радња ове мини-серије је заснована на чињеницама из биографије познатог совјетског модела Регине Збарске— "совјетске Софије Лорен" , прозване од стране новинара са запада "најлепшим оружјем Кремља" 

## Радња
Године 1953. у забаченом провинцијском делу Русије, живи породица Колесников: Никола — ратни инвалид, у прошлости херој, а сада обућар који се одао алкохолу, његова супруга Дарија, по занимању чистачица, и њихова ћерка, узорна ученица Зоја.
Уочи матуре, наизглед безазлена свађа, прераста у трагедију. Дарија одлази у затвор због убиства супруга. Не могавши да издржи јавни презир, Зоја мења име и одлази у Москву као Регина Колесникова и почиње нови живот, што јој у почетку полази за руком.
Игром судбине она упознаје Августу Леонтиеву, даму из другог, предсовјетског друштва, која је прихвата као сопствено дете. Она постаје њен ментор и упознаје је са својим унуком Валођом, који је приближно Регининих година. Долази до узајамне симпатије између ово двоје младих људи, која обећава да прерасте у нешто више, али је Валођа ускоро напушта. Регина убрзо почиње студије на факултету ВГИК, на смеру за економију.
У завршној години студија, Регина почиње праксу у филмском студију и тада схвата да је далеко од остварења својих снова. У Москву долази Диор да представи своју колекцију одеће. Регина тада први пут среће московског уметника, Лева Збарског, чекајући у реду за улазнице.
Уз помоћ своје пријатељице Светлане она покушава да уђе у друштвени круг Збарског, како би га боље упознала. Убрзо схвата да она није део високог друштва. У потрази за собом и начином да достигне виши ниво у друштву, она прихвата предлог Вере Аралове, модног дизајнера, и постаје модел.
Година 1961. означава победу совјетског система. Генерална политика странке се мења и спроведен је нови поредак - показатељ успеха Совјетског Савеза у области лакше индустрије и моде. Креира се линија одеће на модној ревији у Паризу.
Вера Аралова поставља Регину за носиоца ревије и представницу модне куће „Мод” и целе земље. Али ситуација се не одвија у њену корист. Када је изгубила скоро сваку наду, неочекивана посета Хрушчова генералној проби и Регинина фасцинантна примена фразе „кузькину мать” , што би код нас значило „Добиће они своје!” , обезбеђује јој карту за Париз.
Модна ревија совјетске делегације у Паризу изазвала је гнев широм света. Главна атракција на ревији биле су дубоке чизме са рајсфешлусом, које је креирала Аралова, а Регина фасцинантно изнела на ревији. Насловне странице свих страних новина биле су преплављене њеним сликама. Како је говорила енглески и француски језик, Регина вешто даје изјаве за новине и разговара са страним репортерима и одговара на њихова питања. 
Једне вечери, Регинина пријатељица Марина Дунајева сазнаје да се извесни господин Едмонд Ротшилд, милионер и произвођач вина, заљубио у њу. Он позива Марину у обилазак Париза. Последње ноћи њиховог боравка девојке, спуштајући се низ пожарне степенице, јер су сваке ноћи споља закључавали врата, одлазе у град. Регина сама одлази у шетњу Паризом, а Марина одлази са Ротшилдом његовим колима.
Исте вечери Регина случајно среће Валођу, који ради као тајни агент КГБ-а у Француској. Током дугог разговора долази до објашњења између њих двоје. Регина се враћа у хотел. Ујутру Дунаева одлучује да прихвати Едмондов предлог, уда се за њега и остане у Француској. Међутим, управа сазнаје за њене планове и све пада у воду.
По повратку у Москву уследили су исцрпни разговори са КГБ- ом који покушавају да их убеде да сарађују. Регина успева да одбије овај предлог, али Марина, осећајући кривицу, подлеже притиску и пристаје на сарадњу са властима – да одаје информације о својим пријатељима.
У међувремену, лепота, шарм, ум и карактер Регине јој омогућавају да освоји срце Лева Збарског и он се ожени њоме. Неколико година су живели сложно, Регина је постала главна инспирација овом уметнику. Ноћу би се у његовом атељеу одржавале разне прославе на којима, поред елитне младежи долазе и посетиоци главног града - стране дипломате и бизнисмени.
После одређеног времена, власти ипак успевају да придобију Регину да ради за КГБ. Збарски је ухапшен за поседовање стране валуте и суочава се са затворском казном. Држећи га у шаци, агенти КГБ-а због његове ситуације успевају да уцене његову жену и натерају је да сарађује, она се састаје са британским дипломатом, а затим извештава о садржају разговора у извештајима. Такав двоструки живот доводи Регину у лоше психичко стање. 
Регинина последња нада је трудноћа коју је јако дуго желела. Доктор је упућује на одржавање трудноће и мировање. Међутим, Лев је чврсто против рођења детета и инсистира на томе да Регина изврши абортус. Приликом једне од свађа на ову тему проблем се решава сам од себе и Регина изгуби бебу. Она пада у тешку депресију и покушава да одузме себи живот, али је ипак спашена и послата у психијатријску установу. Регина налази спас у Валођи, он је најпре изводи из болнице, а затим јој помаже да изађе из депресије. 
Регина се сели у Лењинград и покушава да започне нови живот са Валођом. На први поглед, она успева. Током посете Москви поводом новогодишње прославе у модној кући Регина посећује свог лекара и сазнаје да више не може имати деце. То нарушава однос између Валође и ње.
Сматрајући да није довољно вредна да настави живот са Валођом, она одлучује да остане у Москви и врати се модној писти. Међутим, како више није у цвету младости нико је више није хтео у овом послу. Током још једног покушаја да себи одузме живот, долази Валођа и саопштава јој да ће напустити службу и преселити се код ње након што заврши свој последњи задатак. Регина му обећава да ће га чекати, али како опет пада у депресију, доживљава нервни слом и опет одлази на психијатрију. 
Овог пута успева да се сама избори са болешћу и напусти болницу, али њен живот се не одвија како је планирала. Опет покушава да се врати модној кући. Тамо почиње да ради као хигијеничарка. Иако покушава да побегне из овог зачараног круга, она не успева. Интензивне халуцинације у којима је њена мајка непрестано осуђује јој задају тешке проблеме. Једино што јој је давало неку снагу било је обећање које је дала Валођи. Након сазнања да је Валођа настрадао на дужности она губи вољу за животом – облачи венчаницу коју јој је једном приликом поклонила Августа Леонтиевна и извршава самоубиство...

## Улоге

### Главне улоге
1. Ксенија Луканчикова као Регина Збарска
2. Артјом Валеревич Архивирано на веб-сајту  (22. децембар 2016) као Лев Збарски
3. Анатолиј Руденко као Владимир Лавров (Валођа)

### Споредне улоге
| Глумац                                                     | Улога                                      |
| ---------------------------------------------------------- | ------------------------------------------ |
| Лариса Домаскина                                           | Дарија Колесникова, Регинина мајка         |
| Елена Морозова                                             | Вера Аралова                               |
| Татјана Орлова                                             | Калерија, шеф особља                       |
| Ада Роговцева                                              | Августа Леонтиевна                         |
| Ана Сагајдачнаја                                           | Марина Дунаева, манекенка                  |
| Борис Щербаков                                             | Петар Лавров, Валођин отац, пуковник КГБ-а |
| Бастьен Угето                                              | Едмонд Ротшилд                             |
| Олег Васиљков                                              | официр КГБ-а                               |
| Ана Цуканова-Кот                                           | Светлана, Регинина колегиница              |
| Владимир Чуприков Архивирано на веб-сајту (25. април 2019) | Никита Хрушчов, Премијер Совјетског Савеза |
| Јанина Сергејевна                                          | Тата Смирнова, модел                       |
| Марија Формина                                             | Мила Романовска, модел                     |
| Ана Здор Архивирано на веб-сајту (17. јул 2014)            | модел                                      |

## Награде и номинације
| Церемонија (оснивач)                                       | година | номинације                            | резултат   |
| ---------------------------------------------------------- | ------ | ------------------------------------- | ---------- |
| 49. УС Интернационални филмски и видео фестивал (САД)      | 2016   | Сребрно платно, најбоља ТВ серија     | Победа     |
| Национална награда „Телетриумф 2016” (Украјина)            | 2016   | Најбоља телевизијска уметничка серија | Номинација |
| Интернационални филмски фестивал „17 момената...” (Русија) | 2017   | Најбоља серија                        | Победа     |

## Занимљивости
- Глумица Ксенија Луканчикова је своје прво појављивање на малим екранима остварила управо у улози Регине Збарске.
- Колико је стварно била божанствена Регинина лепота говори и то што су се њеној лепоти дивили Пјер Карден, Федерико Фелини , Ив Монтан и Фидел Кастро.
- Лев Збарски био је ожењен Регином осам година, 1972. емигрирао је у Израел, а преминуо је 22. фебруара 2016. године у САД.
- Отац Лева Збарског био је познати научник Борис Збарски, који је након смрти премијера Совјетског Савеза, Владимира Лењина, балзамовао његово тело.
- Регина је преминула новембра 1987.године у 52. години живота. Околности око њене смрти ни данас нису разјашњене.
- Нико од колега није присуствовао Регининој сахрани.

## Чланци и издања
- „Црвена краљица” - зашто не би требало да пропустите ову серију Први канал
- Директор серије „Црвена краљица” : „Наша серија је упозорење. Цену успеха увек морате платити!”
- Регина Збарска. Фигура од националног значаја. Чињенице о животу Регине Збарске, представљене у документарном филму, премијерно приказан 2005. године.
- Ксенија Луканчикова: о Збарској, дијете, коресети и Тарантино
- Љубав и фикција у животу „Црвене краљице” Модни дизајнер Валентина Филин, која је у то време такође била манекенка и пријатељица Збарске.